# Альфред Беккер
Альфред Беккер (нім. Alfred Becker; 20 серпня 1899 — 26 грудня 1981) — німецький інженер-механік, підприємець і офіцер артилерії, доктор інженерних наук, майор вермахту. Кавалер Лицарського хреста Хреста Воєнних заслуг з мечами.
Під час Другої світової війни Беккер прославився успішним переобладнанням трофейних французьких і британських бойових машин, зазвичай шляхом встановлення на них сучасних німецьких гармат, ракетних установок і мінометів. Загалом під його керівництвом були переобладнані близько 1800 машин.

## Біографія

### Перша світова війна
В 1916 році вступив добровольцем в армію. Учасник Першої світової війни, відзначився у боях в Вердені і Камбрі. За кілька тижнів до закінчення війни був отруєний під час газової атаки.

### Міжвоєнний період
Після війни Беккер навчався в університеті, працював дизайнером у текстильній промисловості і зрештою став співвласником компанії Volkmann & Company в Крефельді. Він також заснував невелику виробничу фірму Alfred Becker AG в  Білефельді.

### Друга світова війна
28 серпня 1939 року Беккер був призваний на службу в 15-й артилерійський полку 227-ї піхотної дивізії, яким командував оберстлейтенант Едгар Фойхтінгер, і був призначений командиром 12-ї батареї . Під час Польської кампанії дивізія перебувала в районі Ейфеля, неподалік Бельгії. В грудні 1939 дивізія Беккера була перерозподілена і увійшла до складу групи армій «B» під командуванням генерала-фельдмаршала Федора фон Бока в рамках підготовки до Fall Gelb. Полк Беккера був перейменований на 227-й артилерійський полк. 10 травня 1940 року дивізія почала наступ на Нідерланди і Бельгію у складі 18-ї армії. Артилерійська батарея Беккера забезпечувала вогневу підтримку, поки дивізія просувалась через Енсхеде та Девентер. Дивізія досягла лінії фронту, де затрималася протягом трьох днів. Атака 13 травня, підтримана артилерійським вогнем, не змогла прорвати кордон. Тієї ночі нідерландські війська відступили під покровом ночі. Коли наступного ранку 227-й полк відновив атаку, вони виявили, що позиції покинуті. Беккер і його полк перетнули Лей і продовжили наступ, взявши Амерсфорт незадовго до капітуляції Нідерландів 19 травня 1940 року.
В Амерсфорті Беккер побачив покинутий автотранспорт добре оснащеного голландського артилерійського полку. Він вирішив використати велику кількість важких транспортних засобів, щоб тягнути артилерійські гармати. На той час у вермахті для транспортування гармат використовувались коні, а батарея Беккера вимагала 126 коней. Замість них Беккер обрав велику колісну артилерійську вантажівку Brossel TAL. Також він використав інші захоплені бельгійські вантажівки для моторизації польового транспорту розвідувального батальйону своєї дивізії, тим самим збільшивши мобільність цього підрозділу. Інші автомобілі були залишені і пізніше перевезені в Францію залізницею. Моторизація батареї зробила її значно мобільнішою і вона не відставала від передових частин дивізії.

#### Ранні перетворення
Після завершення Французької кампанії в липні 1940 року 227-й піхотній дивізії були доручені обов'язки з окупаційної, охоронної та берегової оборони вздовж узбережжя Нормандії біля Гавра. Там Беккер натрапив на безліч викинутих британських легких танків та легких бронетранспортерів. Досягши покращеної мобільності за рахунок використання моторних тягачів, Беккер побачив переваги, які можна отримати, встановивши гармати безпосередньо на занедбані моторизовані вагони. Як шасі Беккер вибрав легкий, але надійний англійський бронеавтомобіль Vickers Mk.VI, конструкція якого робила його придатним для використання артилерійською самохідною гарматою, оскільки двигун, трансмісія, рульове управління та провідні колеса були згруповані разом у передній частині шасі, залишаючи задню частину машини вільною для гармат та екіпажу. Надбудова та вежа були зняті і замінені гарматою. Екіпаж машини складався із чотирьох людей.
Набравши людей зі своєї батареї, багато з яких були кваліфікованими робітниками по металу, і працюючи позмінно вдень та вночі, він приступив до свого проекту. Беккер зняв кулеметну вежу та встановив на шасі гаубицю 10,5 cm leFH 16. Легке шасі Vickers Mk VI не мало великої маси, щоб протистояти важкій зброї. Щоб стабілізувати гаубицю при стрільбі, Беккер вирішив направити силу віддачі на землю через опущену задню шпору. Завдяки особистим стосункам Беккера з Deutsche Edelstahlwerke GmbH у Крефельді були забезпечені броньові стулки завтовшки 20 мм для захисту бойового відділення. За 6 місяців його підрозділу вдалося створити повну батарею, мобілізувавши 12 дивізіонних гаубиць 10,5 cm leFH 16 для створення 10,5 cm leFH 16 Geschützwagen Mk VI 736 (e) і він встановив 6 із більших 15 cm sFH 1 більшого розміру. Крім того, він розробив 12 варіантів боєприпасів Vickers Mk.VI, кілька версій артилерійського транспортера Bren та 4 варіанти броньованих командирських танків Vickers Mk.VI.
З мобілізацією своїх гармат Беккер збудував першу батарею самохідних артилерійських установок. Це стало значним внеском у розвиток танкових військ. Початкові випробувальні стрільби батареї проводилися з полігону Гарфлер поблизу Гавра, а повна батарея була випробувана на полігоні в Беверлоо.
У вересні 1941 року Беккер і його дивізія були переведені до групи армій «Північ». Це була єдина піхотна дивізія на Східному фронті, що мала моторизовану артилерійську батарею. До грудня дивізія втяглася у бої під Ленінградом. Саморобні САУ Беккера виявилися вдалими. Через свою мобільність загін Беккера використовувався як «пожежна команда» для посилення районів важких боїв.
Згодом Беккер отримав наказ перейти зі Східного фронту в роту компанії Alkett, яка розробляла протитанкові САУ, оснащені гарматою 7,5 cm Pak 40. Беккер та консультанти Alkett тісно співпрацювали над загальною концепцією. Серед транспортних засобів, які вони розглядали для цього проекту, був французький трактор Lorraine, близько 360 яких потрапили до рук німців. Завдяки своїй надійності, Lorraine добре підходив для маневрених бойових дій. Захоплені трактори вперше використовувалися німцями для буксирування гармат і були перейменовані на Lorraine Schlepper (f). Такі повністю гусеничні машини були дуже необхідні через вкрай погані дорожні умови в СРСР, тим більше що самі німці ще не виробляли подібні машини. Шасі Lorraine виглядало гарним вибором, оскільки на відміну від німецьких танків, двигун Lorraine розташовувався в передній частині машини, залишаючи задню частину відкритою для корпусу і гармати.
25 травня 1942 року відбулася презентація самохідного трактора Lorraine. Презентація пройшла успішно і було прийняте рішення переобладнати всі 160 наявних тракторів Lorraine в САУ, причому на 60 з них встановили 7,5 cm Pak 40. 4 червня 1942 року остаточне рішення було прийнято генерал-фельдмаршалом Вільгельмом Кейтелем: гармати встановили на 78 тракторах HKP Bielitz, і ще 24 трактори були випущені для установки на 7,5 cm Pak 40. Так з'явився мисливець за танками Marder I, який спочатку використовувався для забезпечення мобільної протитанкової оборони піхотних дивізій на Сході.
В серпні 1942 року одна з машин конструкції Беккера була вилучена на запит ОКГ і відправлена до Берліна. 2 вересня 1942 року вона була представлена Беккером та одним з його екіпажів в саду рейхсканцелярії Адольфу Гітлеру та офіцерам, які керували армійським артилерійським управлінням. Демонстрація відбулася успішно і ОКГ наказало Alkett створити значну кількість цих САУ. Армійське артилерійське управління раніше використовувало завод Alkett у Берліні для такого роду робіт через гнучкість їх виробництва та кваліфікованих фахівців у вирішенні проблем у танкобудуванні. Беккер був переведений в цю компанію і отримав доступ до їхнього досвіду та знань.
Беккер отримав завдання створити мобільні польові гармати для Африканського корпусу. В битвах у відкритій пустелі особлива увага приділялася мобільності. Беккер вибрав Lorraine Schlepper як платформу для самохідної 150-мм важкої польової гаубиці sFH 18 . Шасі Lorraine з переднім розташуванням двигуна підійшло для цієї модифікації. Ця машина, відома тоді як 15 cm sFH13/1 (Sf) або Geschützwagen Lorraine Schlepper (f),  була схвалена ОКГ. Машини були відправлені в Північну Африку.
Після того, як Беккер завершив цей проект, Гітлер наказав йому повернутися у Францію, провести інвентаризацію всієї британської і французької бронетехніки, що залишилася, і визначити, чи вони відповідають німецьким вимогам. Потім він повинен був зібрати їх і перетворити на САУ. Наказ вимагав, щоб Беккер створив достатньо придатного для використання озброєння, щоб сформувати принаймні 2 танкові дивізії.

#### Будівельне командування Беккера
Для виконання наказу Гітлера був створений орган імперського міністерства озброєнь та військової промисловості — будівельне командування Беккера. Командування використовувало 3 фабрики у Франції — Matford, Talbot і Hotchkiss, розташовані неподалік Парижа. У Франції була велика кількість пошкоджених військових машин союзників, але їхня корисність у 1942 році викликала серйозні сумніви. Французькі бронемашини, неушкоджені під час Французької кампанії, були передані окупаційним силам, навчальним частинам та антипартизанським силам. Ці ранні танки, розроблені з невеликими гарматними вежами і встановленими на них малокаліберними гарматами, в 1942 році не мали великого значення для боротьби з такою зброєю, як Т-34. Німецька армія не призначала їх у війська передової. Хоча вони були легкоброньованими та погано озброєними за бойовими стандартами того часу, вони були повністю гусеничними машинами, і Беккер вважав, що цим можна скористатися. Крім розбитих та захоплених французьких і британських танків, Беккер також мав доступ до великої кількості м'якошкірих напівгусеничних машин, таких як SOMUA MCG та меншого Unic P107. Ці машини перебували у різному аварійному стані, часто залишалися поза увагою і іржавіли.
Беккер розмістив свою штаб-квартиру на фабриці Matford в Пуассі на околиці Парижа, на північний захід від міста. Він організував своїх людей у спеціальні групи, щоб розпочати ретельний пошук на окупованій території розбитих автомобілів, які раніше вважалися придатними лише для зламу. Транспортні засоби були вилучені з струмків, річок і полів та зібрані на ремонтних підприємствах біля Парижа. Вибрані автомобілі були поділені на 3основні групи: ті, які вимагають дрібного ремонту та переобладнання, ті, що вимагають капітального ремонту та переобладнання, і ті, що вийшли з ладу та повинні були використовуватись як джерело запасних частин. Беккер призначив технічний персонал, який приступив до своєї роботи, змінюючи те, що було доступно.
Машини були розібрані і очищені, а в їхню конструкцію були внесені зміни. Потім на одному із заводів було влаштовано складальну лінію з виробництва даного типу та створено серію модифікованих автомобілів. Кузови відремонтованих машин отримали цільові надбудови. Основна ідея переобладнання Беккера була проста в принципі: він побудував би прототип надбудови, що замінює, обрамивши її з дерев'яних панелей і відправивши їх Alkett. Потім Alkett зробить серію замінних надбудов зі сталі, після чого вони були відправлені у Францію, де Беккер завершив інженерні плани переобладнання. Було оптимізовано процес переробки, запущено складальну лінію Hotchkiss та завершено цикл складання. Транспортні засоби були переобладнані та відремонтовані за важливістю, усі одного типу за раз. Інші деталі були відправлені на зберігання як запчастини. Особливі зусилля були докладену, щоб гарантувати наявність запасних частин. Для важливих деталей, схильних до особливого зносу, було створено 10% запасу деталей, а деталей, схильних до загального зносу, запас запасних частин становив 30%. Матеріали, що залишилися, були відправлені назад на сталеливарний завод.
Найновішим аспектом роботи була оцінка бойової цінності техніки, тобто визначення того, як найбільш ефективно використовувати кожен тип техніки по відношенню до поточних умов бою. З 1942 по 1943 Беккер врятував всі уламки танків, які можна було знайти у Франції. Близько 1800 бойових броньованих машин було створено на його Baukommando Becker (Будівельний підрозділ Becker), який зробив безліч інноваційних розробок. З липня по серпень 1942 року компанія Becker переобладнала 170 бронемашин в 75-мм самохідну протитанкову гармату Marder I. Ще 106 шасі були переобладнані в самохідні артилерійські гармати, 94 – для установки 150-мм гаубиці та ще 12 – для 105-мм. Крім того, він виробив 30 артилерійських наглядових машин, що використовують це ж шасі.
Солдати 12-ї артилерійської батареї, залишеної Беккером в СРСР, були в суворих умовах. Незважаючи на холод і запеклі бої, їхня техніка поступово губилася через міни або прямий вогонь радянських танків. Коли їхні гармати були втрачені, екіпажі, що залишилися в живих, були використані як піхотинці. 227-а піхотна дивізія брала участь у важких боях під Ленінградом, захищаючись від головного наступу Червоної Армії на Синявинських висотах та південному березі Ладозького озера. В серпні-вересні 1942 року дивізія зазнала важких втрат у так званій битві на Ладозькому озері. Стурбований долею людей у своєму старому загоні і потребуючи їхніх навичок для своєї роботи, Беккер зажадав передачі людей з 12-ї батареї назад у його командування в Парижі. Суворі правила забороняли такі перекидання оперативних військ. Зв'язавшись зі своїм старим командиром дивізії, Беккер вигадав обхідний шлях. Використовуючи вимоги про обов'язкову відпустку, командир 227-ї піхотної дивізії щотижня відправляв в Німеччину 10 товаришів Беккера. Коли їхня відпустка добігла кінця, чоловікам було наказано прибути у Францію, щоб з'явитися на службу в командування Беккер. До Різдва 1942 року майже всі товариші Беккера дісталися до Парижа. Натомість Беккер надав командиру 227-ї піхотної дивізії 20 своїх бронетранспортерів.
В 1943 році Беккер почав переобладнання легких танків Hotchkiss H35 і H39, які несли 37-мм гармати. Він переобладнав їх для встановлення 7,5-см протитанкової гармати PaK40 або 10,5-см гаубичної штурмової гармати leFH16. Це були підрозділи, які широко використовувалися в оснащенні реформованої 21-ї танкової дивізії.

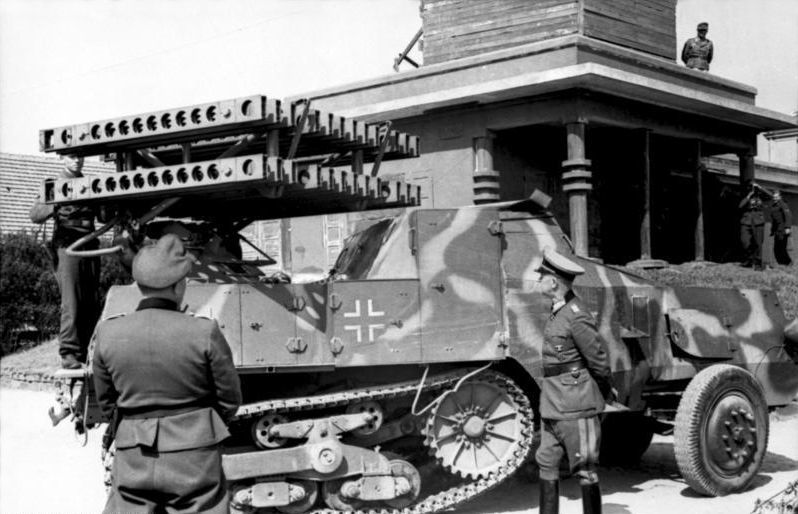
Беккер оглядає один із своїх Vielfachwerfer на базі вантажівки SOMUA MCG.

Значну роботу Беккер проробив над м'якими французькими напівгусеничними машинами, SOMUA MCG та Unic P107. Обидві ці машини були броньовані, щоб зробити їх більш живучими в умовах бою. Крім того, він використовував SOMUA MCG як платформу для ряду озброєнь, включаючи Nebelwerfer, Vielfachwerfer і Reihenwerfer — розроблену ним батарею з 20 81-мм мінометів. Легкий напівгусеничний трактор UnicP107 меншого розміру був посилений бронею і використовувався переважно як носій військ замість Sd.Kfz. 251.
На початку 1943 року штаб Беккера відвідав Альберт Шпеер, а фабрику в Матфорді оглянув також Едгар Фойхтінгер. Протягом 1943 року ряд інших високопоставлених німецьких офіцерів відвідали командування Беккера, зокрема Еріх Маркс, Герд фон Рундштедт і Гайнц Гудеріан.
15 березня 1943 року майора Беккера брав участь у вшануванні пам'яті воїнів 15-го артилерійського полку 227-ї піхотної дивізії, загиблих під час блокади Ленінграда в 1941-42 роках. Беккер і його офіцери поклали вінки на їхню пам'ять.
До 1943 німецька промисловість опинилася під важким тиском у виробництві озброєнь і транспортних засобів. Машини були в дефіциті, і оскільки ОКГ було добре поінформовано про успіхи Беккера, вони зробили незвичайну вимогу, щоб реформована 21-а танкова дивізія не просила будь-якого обладнання або транспортних засобів. Інструкція ОКГ від 27 червня 1943 року вимагала: «Техніка не виділяється. Категорично забороняється реквізиція матеріалів для 21-ї танкової дивізії будь-яким способом. Необхідне обладнання та автомобілі повинні бути забезпечені виключно із захоплених французьких машин або машин.» Командир дивізії Едгар Фойхтінгер звернувся до Беккера, якого знав з початку війни, з проханням створити обладнання, необхідне для моторизації свого підрозділу. Бригада була укомплектована трофейними французькими танками, які за стандартами 1943 року були недопрацьованими. Командування Беккера виготовило велику кількість машин для швидкісної бригади «Захід». Влітку 1943 року Фойхтінгер передав Беккеру 200-й дивізіон штурмових гармат, який складався з чотирьох батарей. Підрозділ Беккера був оснащений його штурмовими гарматами. Крім того, під його командуванням знаходилися дві батареї 88-мм гармат. Командування Беккера виготовило велику кількість напівгусеничних машин на трофейних та відремонтованих французьких машинах. Цим він броньований. Він зробив їх у кількості, достатньому для моторизації одного з двох піхотних полків 21-ї танкової дивізії. Щоб забезпечити дивізію мобільної вогневої міццю, він також встановив на ці броньовані гусениці ракети, міномети і навіть 7,5 см гармати PaK 40.
На початку 1944 року 200-й дивізіон штурмових гармат під командуванням Беккера був переміщений в новий район дислокації біля Маурона в Бретані. Штаб загону знаходився у місті Вовес, на південний схід від Шартра. Пізніше тієї ж весни генерал-фельдмаршал Ервін Роммель, новий командир групи армій «B», відправив 21-у танкову дивізію до узбережжя Нормандії біля Кана. На той час Беккер розширив свій дивізіон до п'яти батарей, але екіпажі все ще використовували машини. Об'єднавши 7,5 см протитанкові гармати з 10,5 см гаубицями, він сформував новий тип підрозділу вогневої підтримки. Він записав у своєму архіві таку оцінку ефективності підрозділу в Нормандії: «Група самохідних бронетранспортерів була пробною одиницею з метою отримання ефекту зосередженого вогню під час бойових дій. Кожна батарея була оснащена шістьма батареями 7,5 см гармат. Товщина передніх щитів складала 40 мм. Крім того, до кожної батареї було прикріплено чотири 10,5-см гармати. Ці гармати були сконструйовані для стрільби прямим наведенням, але могли вести вогонь і непрямим. Таким чином, 10,5 см гармати розташовувалися з відривом від 500 до 1000 метрів позаду 7,5-см протитанкових гармат. З передових позицій командир батареї міг керувати пострілами всіх гармат зі своєї розвідувальної машини за допомогою бездротової передачі. Ефект вогню був дуже високим, головним чином тому, що були доступні бездротові комплекти новітньої конструкції. Ці комплекти дозволяли, щоб уникнути націлювання ворога, використовуючи дуже низьку частоту та ретрансляцію через безліч танків.»

#### Битва в Нормандії
В битві за Нормандію до 9 червня 3 батареї Беккера забезпечували вогневу підтримку 125 танково-гренадерському полку. Після шести тижнів боїв з обмеженими успіхами фельдмаршал Бернард Монтгомері замовив операцію «Гудвуд», щоб спробувати вийти з глухого кута в Нормандії. Саме цією битвою найбільш відомі Беккер та його команда. Незважаючи на те, що протягом попередніх шести тижнів Беккер брав участь у боях, його дивізіон залишився цілим. Він займав оборонні позиції за залишками 16-ї авіапольової дивізії на південний схід від Кана. Дивізіон Беккера складався з п'яти батарей, кожна з яких була оснащена шістьма 7,5 см PaK40/1 та чотирма 10,5 см LeFH18. Батареї розташовувалися на прихованих позиціях у невеликих фермерських селах: 1-а батарея — в Демувіллі, 2-а — в Жибервіллі, 3-я — в Грентевіллі, 4-а — в Ле-Меніль-Фрементель і 5-а — в Ле-Прієрі. У разі нападу британців оберст барон Ганс фон Лук, командир 125-го танково-гренадерського полку, мав намір провести свою бойову групу для ведення мобільної оборонної битви з обмеженою кількістю людей, прив'язаних до позиційної оборони. Батальйон Беккера був ключовим елементом оборони. Бій, що розгорнувся, виявився найважливішим у його кар'єрі.
Рано вранці 18 липня вся оборонна позиція зазнала винятково сильного обстрілу. Протягом майже двох годин було завдано найінтенсивнішого повітряного бомбардування за всю війну, коли понад 2000 важких і середніх бомбардувальників союзників скинули фугасні снаряди над проспектом запланованої атаки. Потім був артилерійський і морський обстріл, який тривав ще 30 хвилин. Коли все було закінчено, повітря було нерухоме і наповнене частинками бруду. Лук поїхав у Париж в триденну відпустку. Коли він повернувся на свій командний пункт у Френувілі о 09:00, він виявив, що в цьому районі дивно тихо, а повітря затуманене пилом. Від свого помічника він дізнався про сильне бомбардування та спробував зв'язатися зі своїм командуванням, але всі лінії зв'язку були відключені, і ніхто не відповідав на радіо. Сідаючи на Panzer IV, він повільно рушив вперед у Ле-Меніль-Фрементель. Досягши Кегні, він виявив, що село значною мірою зруйноване. Провівши розвідку вздовж західного краю, він побачив від 50 до 60 танків 11-ї бронетанкової дивізії, що рухалися на південь через кукурудзяне поле. Ці провідні танки рухалися до своєї першої цілі: сіл Бра і Юбер Фолі біля підніжжя хребта Бургебус. В Лука не було нічого, щоб зупинити їхнє просування, але коли він відступив, він виявив батарею з чотирьох 8,8-сантиметрових гармат люфтваффе в саду неподалік Кегні. Зенітна батарея перебувала під контролем люфтваффе, але Лак захопив їх, перемістив до північно-західного краю Каньї і наказав відкрити вогонь по другій групі танків. Пообіцявши відправити піхотний загін свого командного складу для їх прикриття, він повернувся у Френувіль, щоб спробувати зібрати щось воєдино і створити оборонну позицію. Лук сказав: «Основним підрозділам протитанкової оборони, який ми мали, був 200-й дивізіон самохідних штурмових гармат під командуванням майора Беккера».
Беккер прибув на командний пункт Лука в Френувілі і повідомив, що встановив радіозв'язок із усіма своїми командирами батарей. Підрозділ Беккера зв'язувався за допомогою низькочастотного радіо, яке мало обмежений діапазон, але не дозволяло союзникам виявити сигнал походження. Сигнали ближньої дії повинні були передаватися через батальйон ретранслятором. Командир батареї у Демувілі повідомив, що всі 10 САУ його 1-ї батареї було знищено внаслідок бомбардування. 2-а батарея в Гебервіллі повідомила про пошкодження, але все ще була в робочому стані, а 3-я, 4-а та 5-а батареї не були пошкоджені.
Управляючи своїм підрозділом з командного пункту фон Лука, Беккер бився зі своїми батареями, використовуючи тактику засідок та мобільний захист. Передові частини 11-ї бронетанкової дивізії підійшли до своєї мети — Бургебу та Юберу Фолі, коли вони були вражені САУ Беккера, які стріляли з Грентевілля, Ле-Меніль-Фрементель та Ле-Прієра. Машини Беккера були добре сховані і замасковані. Вистрілюючи у фланг наступаючої британської бронетехніки, вони завдали їй значної шкоди. Майор Білл Клоуз, командир роти А, зазначав: «На кукурудзяному полі довкола нас було багато мінометних позицій, які стріляли над нашими головами. З ними впоралися швидко, у деяких випадках просто переїжджаючи їх танком. Але інша справа — протитанкові гармати майора Беккера. Відкривши вогонь з прихованих позицій майже впритул, вони вразили у мої танки з 19 і вони спалахнули. Я бачив, що ліворуч від мене теж горіли кілька танків 3-го Королівського танкового полку.»
Завдяки протитанковому дивізіону Беккера та 88-му дивізіону люфтваффе в Кегні Лук зміг стримувати просування британців досить довго до прибуття підкріплення. На середину дня атака втратила свій імпульс. 11-а бронетанкова дивізія до кінця першого дня втратила 126 танків.
Наступного дня 11-а бронетанкова дивізія була значною мірою виведена, а бої тривали за допомогою гвардійської бронетанкової дивізії та 7-ї бронетанкової дивізії. З німецької сторони в бою переважали 1-а танкова дивізія СС і 12-а танкова дивізія СС. Операція «Гудвуд» закінчилася вступом у бій та руйнуванням німецької бронетехніки, але не до загрози прориву.
Останньою великою битвою підрозділу Беккера була операція «Синій мундир», ще одна британська наступальна операція, під час якої підрозділ Беккера був ослаблений. Дивізіон Беккера мав уповільнити просування 11-ї танкової дивізії на південь від Сен-Мартен-де-Безас. 1 серпня 1944 року Беккер був поранений шрапнеллю в ліве стегно. Беккеру та деяким з його людей вдалося уникнути оточення і відступити через північну Францію до Бельгії.

#### Відступ через Францію
22 серпня Беккер досяг Бельгії і розташував штаб свого батальйону в Фосс-ла-Віль. 3 вересня майор Беккер утік з Фосс-ла-Віль, за 4 години до прибуття туди членів місцевого Опору. Досягши Рейнської області, Беккер був схоплений наприкінці грудня 1944 року в Ельзасі.

### Повоєнний період
В 1947 році Беккер одружився з француженкою, яку зустрів у Нормандії, коли оговтався від ран. Він відновив свою фірму і продовжив виробництво верстатів в Дюссельдорфі. Фірма досі належить нащадкам Беккера.

## Нагороди
- Залізний хрест 2-го і 1-го класу
- Почесний хрест ветерана війни з мечами
- Застібка до Залізного хреста
  - 2-го класу (18 травня 1940)
  - 1-го класу (3 червня 1940)
- Нагрудний знак «За участь у загальних штурмових атаках»
- Німецький хрест в золоті (13 травня 1942)
- Медаль «За зимову кампанію на Сході 1941/42»
- Нагрудний знак «За поранення» в чорному
- Хрест Воєнних заслуг
  - 2-го класу з мечами
  - 1-го класу з мечами (1 вересня 1942)
- Лицарський хрест Хреста Воєнних заслуг з мечами (20 квітня 1945)